# Les Eaux de Mortelune
Les Eaux de Mortelune est une série de bande dessinée de science-fiction post-apocalyptique scénarisée par Patrick Cothias, dessinée par Philippe Adamov et publiée en dix volumes entre 1986 et 2000 chez Glénat, dans la collection « Caractère ».

## Synopsis
Dans un Paris complètement dévasté à la suite des abus des humains, l’eau s'est faite rare et le pouvoir appartient à ceux qui savent encore la purifier. Cependant, pour utiliser les purificateurs, le pétrole est nécessaire. Les deux pouvoirs (celui du pétrole et celui de l’eau) entrent en guerre sur fond d’onirisme et de métempsycose.

## Albums
1. L’Échiquier du rat (1986)
2. Le Café du port (1987)
3. Le Prince et la Poupée (1989)
4. Les Yeux de Nicolas (1990)
5. Vague à lames (1992)
6. Le Chiffre de la bête (1995)
7. La Guerre des dieux (1995)
8. La Mort de Nicolas (1997)
9. De profondis (1998)
10. La Recherche du temps perdu (2000)[1]

## Personnages
- Nicolas : un enfant sourd et muet qui a su conserver le pouvoir du rêve
- Violhaine : la sœur de Nicolas qui est aussi la favorite du prince de Mortelune
- Pancrasse : le seul boucher de Paris, père de Violhaine et Nicolas
- Jérôme de Mortelune : prince de Mortelune. Il a su conserver les réserves d’eau et le secret de la jeunesse éternelle.
- Duc Malik : cousin et ennemi du prince. Il connait l'emplacement des réserves de pétrole nécessaire au fonctionnement des purificateurs d’eau.
- Barnabé : gérant du café du port
- Sue, Tom, Max et Paule : équipage d’un vaisseau envoyé pour sauver la race humaine de la disparition.
- Goliath : le serviteur-tueur-favori de Jérôme, jaloux de Violhaine mais continuant de servir son maître.